# Spilarctia casigneta
Spilarctia casigneta là một loài bướm đêm thuộc phân họ Arctiinae, họ Erebidae.